# Caviramus schesaplanensis
Caviramus schesaplanensis byl druh ramforynchoidního ptakoještěra, který žil v období svrchního triasu na území dnešního Švýcarska.

## Popis
Fosilní pozůstatky tohoto létajícího plaza (PIMUZ A/III 1225) zahrnují pouze spodní čelist s vícehrbolkatými zuby. Zachovány jsou dva zuby, z toho jeden se třemi hrbolky a druhý se čtyřmi.
Čelist je lehká a dutá. Velké otvory (foramina) na přední části spodní čelisti nasvědčují přítomnosti jakéhosi keratinového pokryvu. Zuby jsou poněkud podobné dentici rodu Eudimorphodon, celkově je však čelist odlišná. Vzhledem k vzácnosti fosilních pozůstatků triasových ptakoještěrů představuje Caviramus relativně vzácný objev.